# Genaro Estrada
Genaro Estrada (ur. 2 czerwca 1887 w Mazatlán, zm. 29 września 1937 w Meksyku) – meksykański prawnik, polityk, pisarz i nauczyciel akademicki. W latach 1930-1932 Minister Spraw Zagranicznych Meksyku. Twórca tzw. Doktryny Estrady.

## Życiorys
Urodził się w Mazatlán w zachodnim Meksyku, w stanie Sinaloa. Tam też rozpoczął pracę jako dziennikarz dla "Diario Del Pacifico". W 1912 roku przeprowadził się do Meksyku gdzie pracował jako nauczyciel w Escuela Nacional Preparatoria. W 1917 roku został szefem Biura Publikacji Ministerstwa Przemysłu i Handlu. W 1921 roku rozpoczął pracę w Biurze Sekretarza (Ministra) Spraw Zagranicznych Meksyku. Sześć lat później został mianowany podsekretarzem, a w 1930 Ministrem Spraw Zagranicznych Meksyku. Urząd ten pełnił do 1932 roku. W 1930 roku sformułował tak zwaną Doktrynę Estrady.
Był profesorem na Narodowym Uniwersytecie Autonomicznym w Meksyku, członkiem Meksykańskiej Akademii Języka, założycielem Meksykańskiej Akademii Historii, sekretarzem generalnym Meksykańskiego Towarzystwa Geografii i Statystyki oraz prezydentem Meksykańskiej Akademii Prawa Międzynarodowego. Zmarł w wieku 50 lat w Meksyku, 29 września 1937 roku.